# Pergentinus und Laurentinus

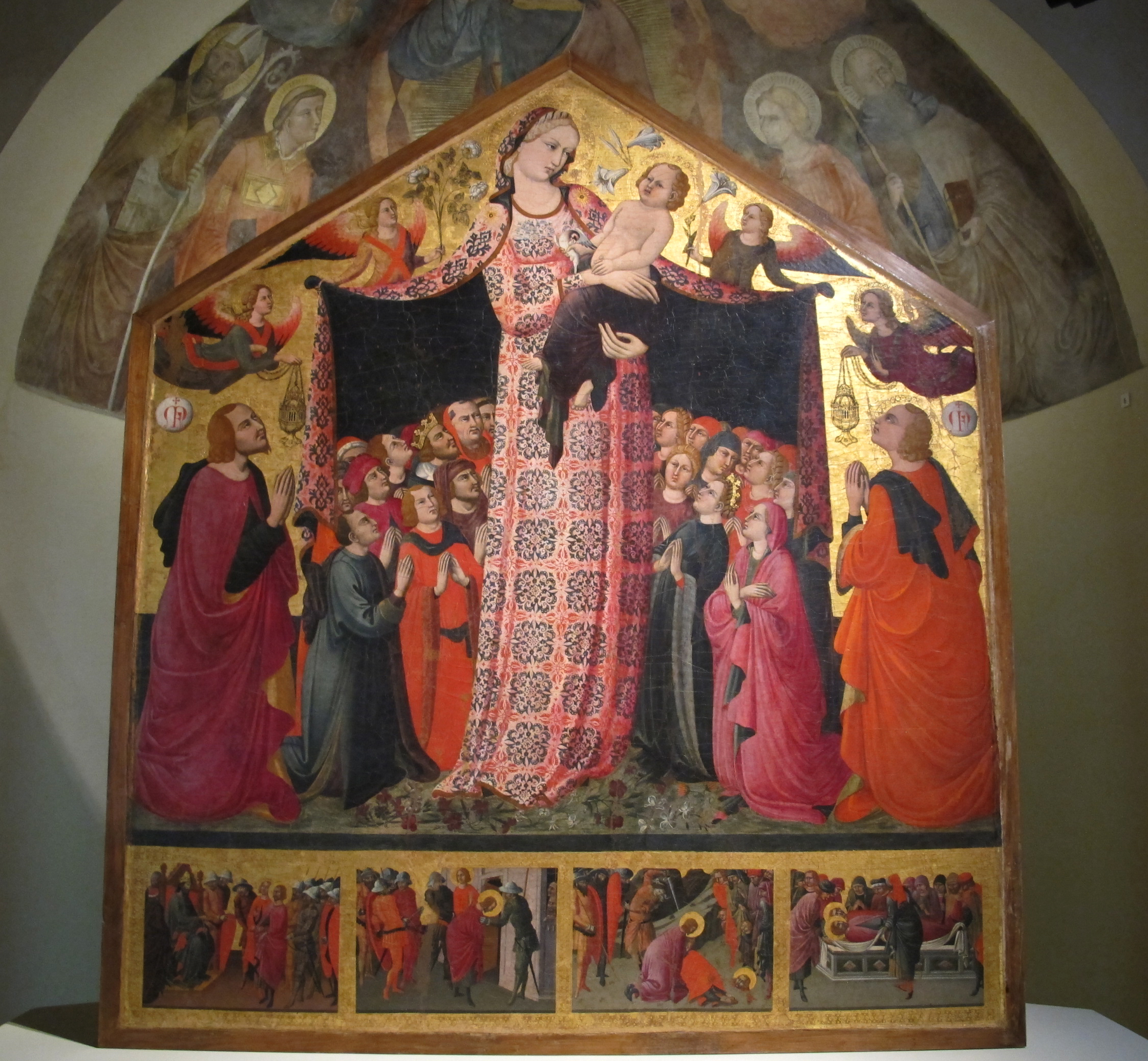
Parri Spinelli: Altarretabel aus der Kirche Ss. Lorentino e Pergentino in Arezzo: Anbetung der Madonna (außen die Kirchenpatrone); in der Predella vier Szenen Martyrium der hll. Laurentinus und Pergentinus

Pergentinus und Laurentinus sind zwei heilige Märtyrer der römisch-katholischen Kirche.
Vermutlich wurden sie um das Jahr 251 nahe Arezzo hingerichtet, der Überlieferung nach während der Christenverfolgungen unter Decius, gemeinsam mit vier weiteren Gefährten. Ihr Gedenktag ist der 3. Juni.